# Kraatz (Arendsee)
Kraatz ist ein Ortsteil der Einheitsgemeinde und Stadt Arendsee (Altmark) und der Ortschaft Kläden im Altmarkkreis Salzwedel in Sachsen-Anhalt.

## Geographie
Kraatz, ein kurzes Straßendorf mit Kirche, liegt etwa fünf Kilometer südwestlich der Stadt Arendsee an der B 190, die ins etwa 16 km entfernte Salzwedel führt. Südlich des Dorfes liegt das FFH-Gebiet „Weideflächen bei Kraatz“.
Nachbarorte sind Binde im Westen und Kläden im Norden.

## Geschichte

### Mittelalter bis 20. Jahrhundert
Im Jahre 1322 wird Kraatz erstmals urkundlich als Vratz erwähnt, als ein Geistlicher aus dem Ort als Zeuge auftrat. Kurz darauf, im Jahr 1327 verkauften die von der Schulenburg villam nostram Cratze an das Kloster Arendsee. 1344 erhielt das Kloster in villa Craz fünf Wispel Roggen. Im Landbuch der Mark Brandenburg von 1375 wird das Dorf als Cratz aufgeführt. Es gehörte immer noch dem Kloster Arendsee und musste 5½ Wispel Roggel liefern. Weitere Nennungen sind 1457 Cratz, 1600 Kratz, 1687 Kratze und 1804 Kraatz, Craatz, ein Dorf mit Lehnschulze und Rademacher.

### Archäologie
Westlich des Dorfes an der Grenze zur Gemarkung Binde lagen 1909 „die Hofstellen“, wohl eine frühere kleine Ortschaft oder Einzelhöfe. Die Funde aus dem Jahr 1937 oder davor, die an das Kreismuseum Osterburg übergeben worden sind, deuten auf eine altslawische Siedlung des 9./10. Jahrhunderts hin.

### Herkunft des Ortsnamens
Heinrich Sültmann deutet den Ortsnamen als wendischen Personennamen. „Kraatz, Krawatz“ ist der „Schneider“.

### Eingemeindungen
Kraatz gehörte bis 1807 zum Arendseeischen Kreis, danach bis 1813 zum Kanton Arendsee im Königreich Westphalen, ab 1816 kam es in den Kreis Osterburg, den späteren Landkreis Osterburg in der preußischen Provinz Sachsen.
Am 1. April 1939 erfolgte der Zusammenschluss der Gemeinden Kraatz und Kläden aus dem Landkreis Osterburg zu einer Gemeinde mit dem Namen Kläden.
Nach Eingemeindung der bisher selbständigen Gemeinde Kläden am 1. Januar 2010 wurden Kläden und Kraatz Ortsteile der Stadt Arendsee (Altmark).

### Einwohnerentwicklung
| Jahr | Einwohner |
| ---- | --------- |
| 1734 | 98        |
| 1774 | 66        |
| 1789 | 72        |
| 1798 | 75        |
| 1801 | 66        |
| 1818 | 55        |
| 1840 | 66        |
| 1864 | 93        |

| Jahr | Einwohner |
| ---- | --------- |
| 1871 | 89        |
| 1885 | 76        |
| 1892 | [00]85    |
| 1895 | 75        |
| 1900 | [00]72    |
| 1905 | 79        |
| 1910 | [00]73    |
| 1925 | 82        |

| Jahr | Einwohner |
| ---- | --------- |
| 1925 | 83        |
| 1933 | 75        |
| 2011 | 25        |
| 2012 | 25        |
| 2013 | 22        |
| 2014 | 21        |
| 2015 | 21        |
| 2016 | 21        |

| Jahr | Einwohner |
| ---- | --------- |
| 2017 | 22        |
| 2020 | [00]23    |
| 2021 | [00]26    |
| 2022 | [0]26     |
| 2023 | [0]25     |

Quelle wenn nicht angegeben, bis 1925 und 2011–2017

## Religion
Die evangelische Kirchengemeinde Kraatz gehört heute zum Kirchspiel „Am Arendsee“ und wird betreut vom Pfarrbereich Arendsee im Kirchenkreis Stendal im Bischofssprengel Magdeburg der Evangelischen Kirche in Mitteldeutschland. Früher gehörte sie zur Pfarrei Kläden.
Die ältesten überlieferten Kirchenbücher für Kraatz stammen aus dem Jahre 1652.

## Kultur und Sehenswürdigkeiten
Die evangelische Dorfkirche Kraatz ist ein Feldsteinbau aus dem 13. Jahrhundert. Im Jahre 1914 übergab die Kirchengemeinde eine Kirchenglocke unter dem Vorbehalt des Eigentumsrechtes an das Altmärkische Museum in Stendal. Bemerkenswert sind die gotischen Umrisszeichnungen von zwei Fischen an der Nordwand des Kirchenraumes.

## Verkehrsanbindung
Die Bundesstraße 190 verläuft einen Kilometer nördlich des Dorfes.
Es verkehren Linienbusse und Rufbusse der Personenverkehrsgesellschaft Altmarkkreis Salzwedel.